# NGC 2121
NGC 2121 est un amas ouvert situé dans la constellation de la Table. Il a été découvert par l'astronome britannique John Herschel en 1836.